# Cleveland County, Oklahoma
Cleveland County är ett administrativt område i delstaten Oklahoma, USA, med 255 755 invånare. Den administrativa huvudorten (county seat) är Norman. 

## Geografi
Enligt United States Census Bureau har countyt en total area på 1 445 km². 1 388 km² av den arean är land och 57 km² är vatten.

### Angränsande countyn
- Oklahoma County - nord
- Pottawatomie County - öst
- McClain County - syd och väst
- Canadian County - nordväst

### Orter
- Etowah
- Hall Park
- Lexington
- Moore
- Noble
- Norman (huvudort)
- Oklahoma City (delvis i Canadian County, delvis i Oklahoma County, delvis i Pottawatomie County)
- Slaughterville